# Британський (англійський) гумор
Британський (або  англійський) гумор сформувався в умовах відносної стабільності британського суспільства і несе в собі сильний елемент сатири над «абсурдністю повсякденного життя». Серед тем - класова система і сексуальні табу; серед стандартних технічних прийомів - каламбури, двозначності й інтелектуальні жарти <.
Через британський гумор проходить сильна тема сарказму і самоприниження, часто при абсолютно незворушній подачі (з «кам'яним обличчям») . Гумор може бути використаний для того, щоб заховати за ним свої справжні емоції, причому заховати в такій манері, що людям з іншого культурного середовища жартуюча так людина може здатися байдужою і безсердечною. Жартують з будь-якого приводу і майже жодна тема не є табу, хоча відсутність витонченості в жартах часто вважається відсутністю смаку . Багато з  тих британських комедійних телесеріалів, що відрізняються чисто британським гумором,  домоглися всесвітньої популярності і є важливим каналом експорту британської культури в світ.